# 中萬里加投
中萬里加投，是新北市萬里區的一個地名，也是全區行政中心所在地，位於該區中部，範圍大致包括野柳里東部、龜吼里、萬里里、北基里、中幅里、崁腳里東半部、雙興里不含中北部及西部。

## 歷史
台灣清治末期至日治前期，中萬里加投地區為一街庄，稱為「中萬里加投庄」，隸屬於金包里堡。該庄東北臨海，東南與大武崙庄、瑪陵坑庄為鄰，西南邊為頂萬里加投庄，西北邊為下萬里加投庄。
1901年（日治明治三十四年）11月，該庄隸屬於基隆廳，編入第七區。1905年（明治三十八年）7月，第七區改名「中萬里加投區」。1920年（大正九年），該庄改制為「中萬里加投」大字，隸屬於臺北州基隆郡萬里庄，大字下有「荖寮湖」、「大坪」、「大湖」、「湳子」、「粗坑子」、「二坪」、「蔴斯廩」、「瑪鋉港內」、「中幅子」、「瑪鋉港口」、「龜吼」、「野柳」小字名。
戰後萬里庄改制為萬里鄉，隸屬於臺北縣，大字亦改制為村。2010年12月，臺北縣升格為新北市，萬里鄉改制為萬里區，村亦改制為里。

## 交通
省道台2線經過中萬里加投地區東北部，往南可前往基隆、瑞芳、貢寮、宜蘭等地，往西北可前往金山、三芝、淡水等地。

## 學校
- 中華商業海事職業學校
- 萬里國中
- 萬里國小
- 野柳國小
- 大坪國小

## 產業
- 萬里漁港
- 龜吼漁港

## 景點
- 野柳風景特定區
  - 女王頭
- 萬里海水浴場